# Numa Droz
Numa Droz (La Chaux-de-Fonds, 27 gennaio 1844 – Berna, 15 dicembre 1899) è stato un politico svizzero.

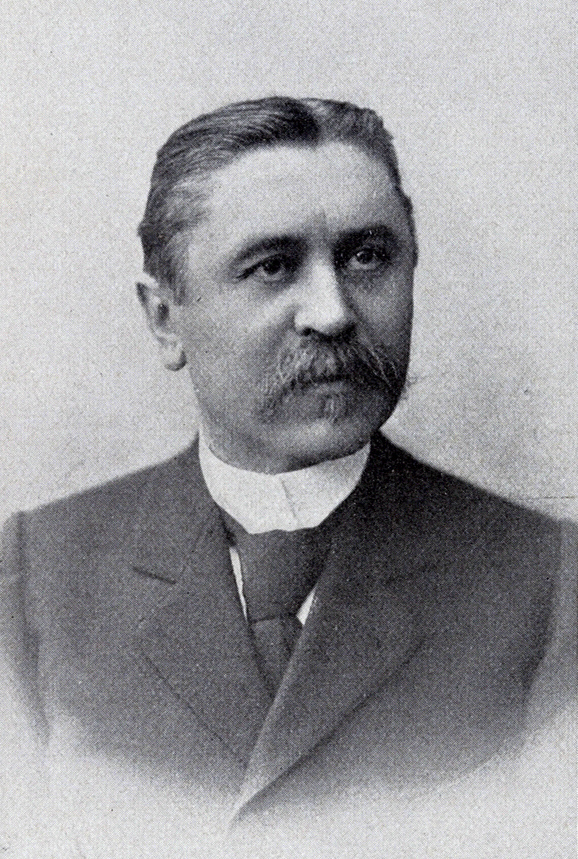
Numa Droz

Nel governo neocastellano, Numa Droz dirige il Dipartimento dell'istruzione pubblica e dei culti ed è l'autore della legge ecclesiastica, destinata a ridurre l'influenza della Chiesa nella società, chiamata  « Legge Numa Droz », che mette l'accento sulla Laicità e su di una Chiesa controllata dallo Stato. 
Nel dicembre 1875 è stato eletto nel Consiglio federale svizzero, rimanendovi fino al dicembre 1892.
Nel corso del suo mandato ha diretto il Dipartimento degli affari interni (1876-1878), il Dipartimento del commercio e dell'agricoltura (1879-1880 e 1882-1886), il Dipartimento politico (1881 e 1887) e Dipartimento degli affari esteri (1888-1892).
Era rappresentante del Partito Liberale Radicale.
Ha ricoperto la carica di Presidente della Confederazione svizzera due volte, nel 1881 e nel 1887.